# Jaraczewo
Jaraczewo (anteriormente Jaraczew) é um município da Polônia, na voivodia da Grande Polônia, no condado de Jarocin a sede da comuna urbano-rural de Jaraczewo. Estende-se por uma área de 10,07 km², com 1 486 habitantes, segundo os censos de 2016, com uma densidade de 145,0 hab/km².

## Localização
A cidade está localizada na estrada nacional n.º 12 Łęknica-Leszno-Jaraczewo-Kalisz-Dorohusk, aproximadamente 10 km a oeste de Jarocin, cerca de 45 km a noroeste de Ostrów e 70 km a sudeste de Poznań.

## Nome
A cidade possui registros medievais. O nome foi registrado desde o século XIV e teve a mesma forma quase o tempo todo: 1394 de Iaraczewo, 1415 Jeraczewo, 1498 de Iaraczewo, 1510 Jaraczewo villa, Jaraczew oppidium, 1620 Jaraczewo Villa, 1674 Iaraczew oppidium, Jaraczewo, 1789 Miasteczko Jaraczew, 1882 Jaraczew lub Jaraczewo. O nome deriva do nome próprio Jaracz.

## História

Brasão de armas de Zaremba da família Jaraczewski

Nos anos de 1519 a 1934, Jaraczewo tinha direitos de cidade. Era a sede da família de nobres Jaraczewski, da Grande Polônia, cujo brasão de armas de Zaremba, pertenceu à família por quatro séculos. No século XV, representantes da família fundaram uma igreja na cidade, que incluía retratos dos fundadores e suas sepulturas familiares, incluindo Adam Jaraczewski morto em 1657, um participante da Batalha de Khotyn (1621) e da invasão sueca.
Após as partições da Polônia, o local ficou pertencendo à Prússia Meridional. Como cidade, foi descrita pelo Dicionário Geográfico do século XIX do Reino da Polônia. Em 1811, havia 34 casas com 560 habitantes, e em 1837 seu número aumentou para 817. Em 1871, havia 92 casas na vila, com 1 105 habitantes, incluindo 832 católicos, 147 judeus e 126 evangélicos. Em 1875, o número de habitantes caiu para 1 068. 298 analfabetos moravam na cidade naquela época.
No final do século XIX, os Jaraczewskis perderam a sua propriedade na cidade. Em 1882 havia uma igreja católica, uma sinagoga, uma escola primária com várias turmas, uma conscrição (fiscal) e correios, bem como uma cooperativa de crédito, associação de camponeses, três destilarias e uma queijaria. No século XIX, realizavam-se anualmente quatro feiras na cidade.
O dicionário também registra a descoberta arqueológica que ocorreu ao redor da vila. No século XIX, foram escavados anéis de bronze e uma lâmina de dardo de ferro.
No final da Segunda Guerra Mundial, em 9 de fevereiro de 1945, um bombardeiro americano caiu no campo próximo da cidade. Morreram cinco soldados no acidente. No local foi erguida uma cruz com uma placa com o nome dos mortos.
Em 1 de janeiro de 2016, Jaraczewo recuperou seus direitos municipais.

## Monumentos
- Praça da cidade com oito pontos de venda e edifícios principalmente do século XIX;
- Igreja de Santa Maria Madalena, século XIX;
- Mansão da primeira metade do século XIX.

## Comunidades religiosas
Há uma paróquia católica na cidade:
- Paróquia de Santa Maria Madalena

## Galeria

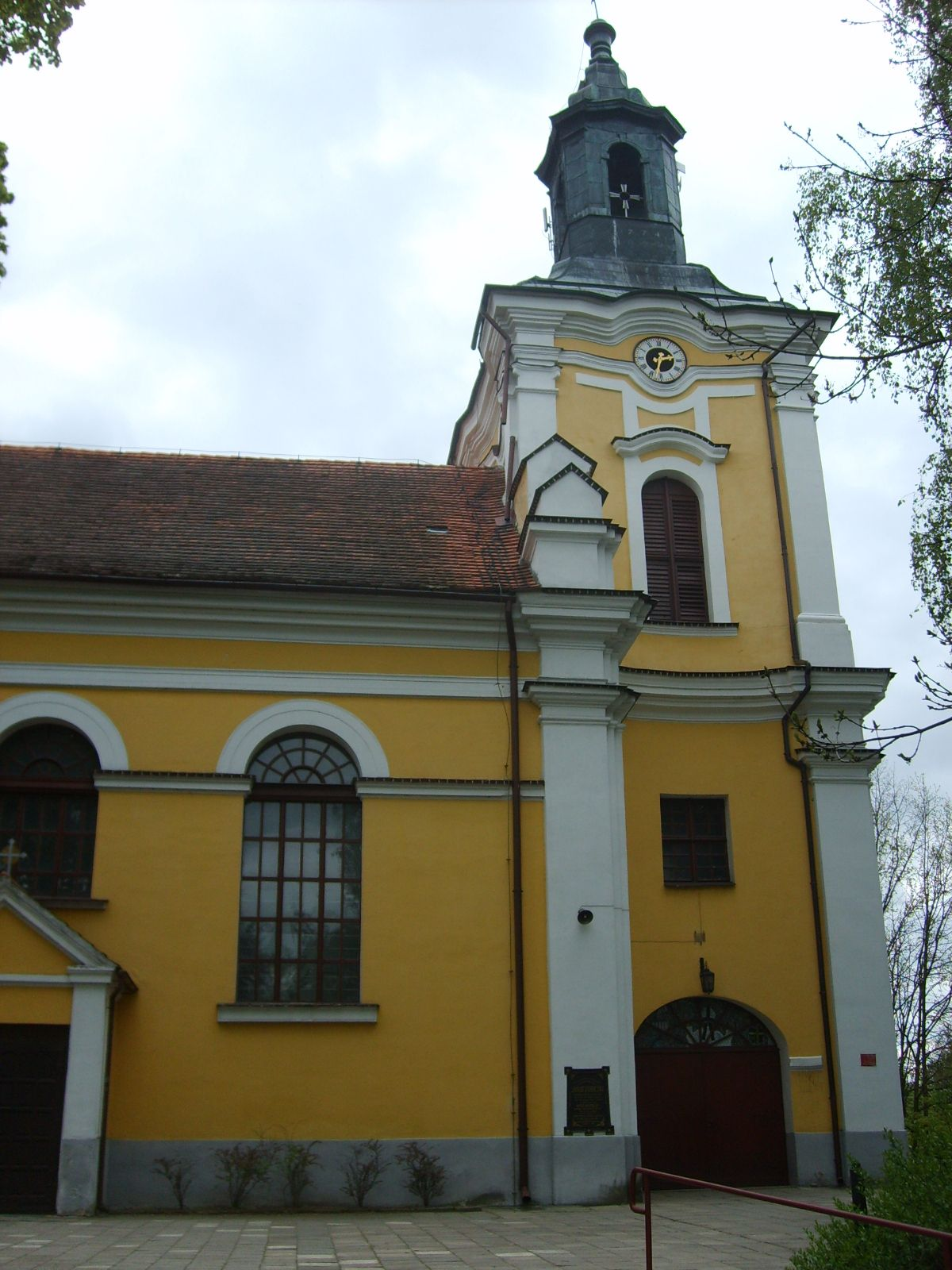
Igreja de Santa Maria Madalena
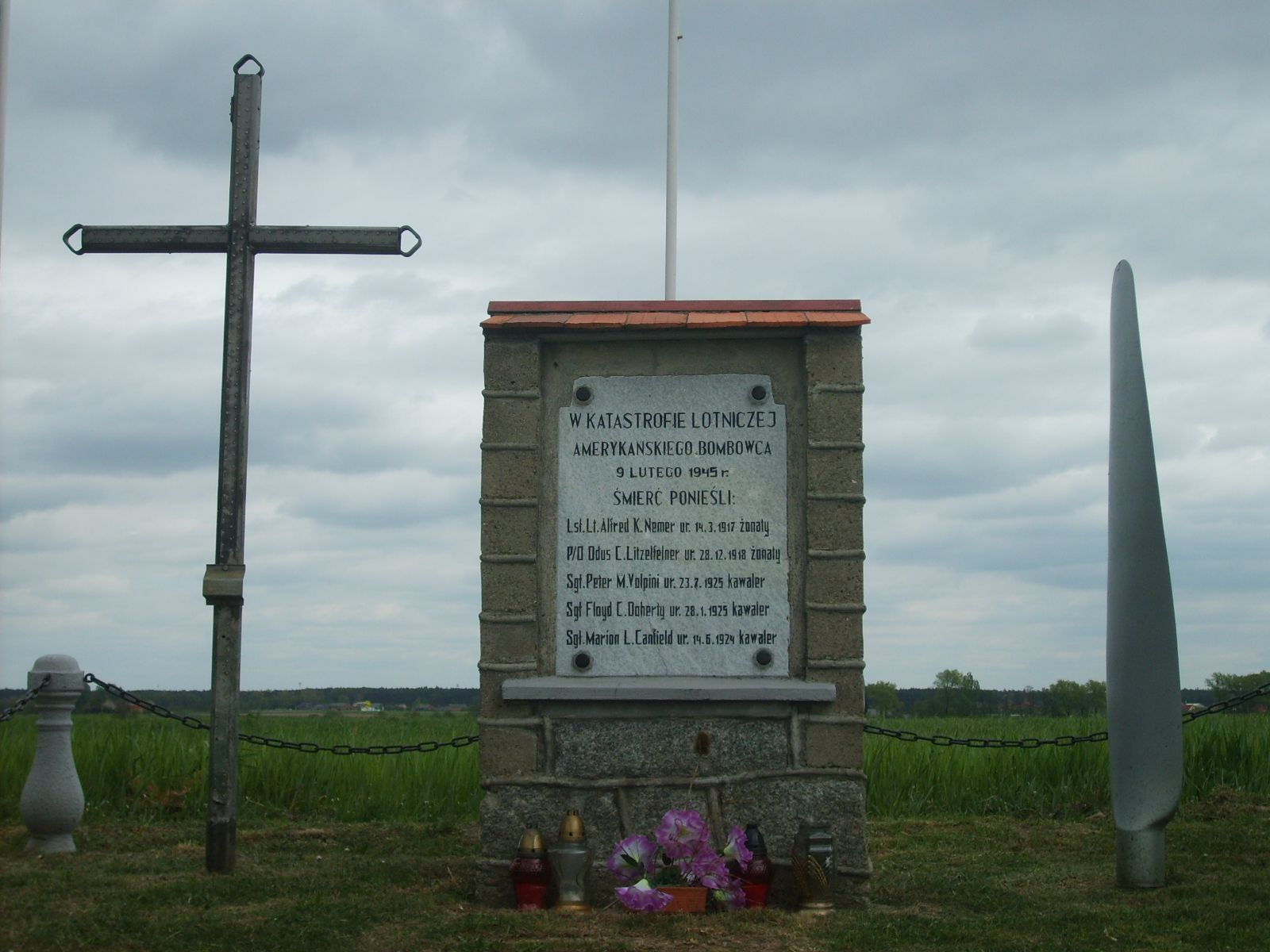
Monumento em homenagem aos pilotos americanos que morreram em 1945, perto de Jaraczewo
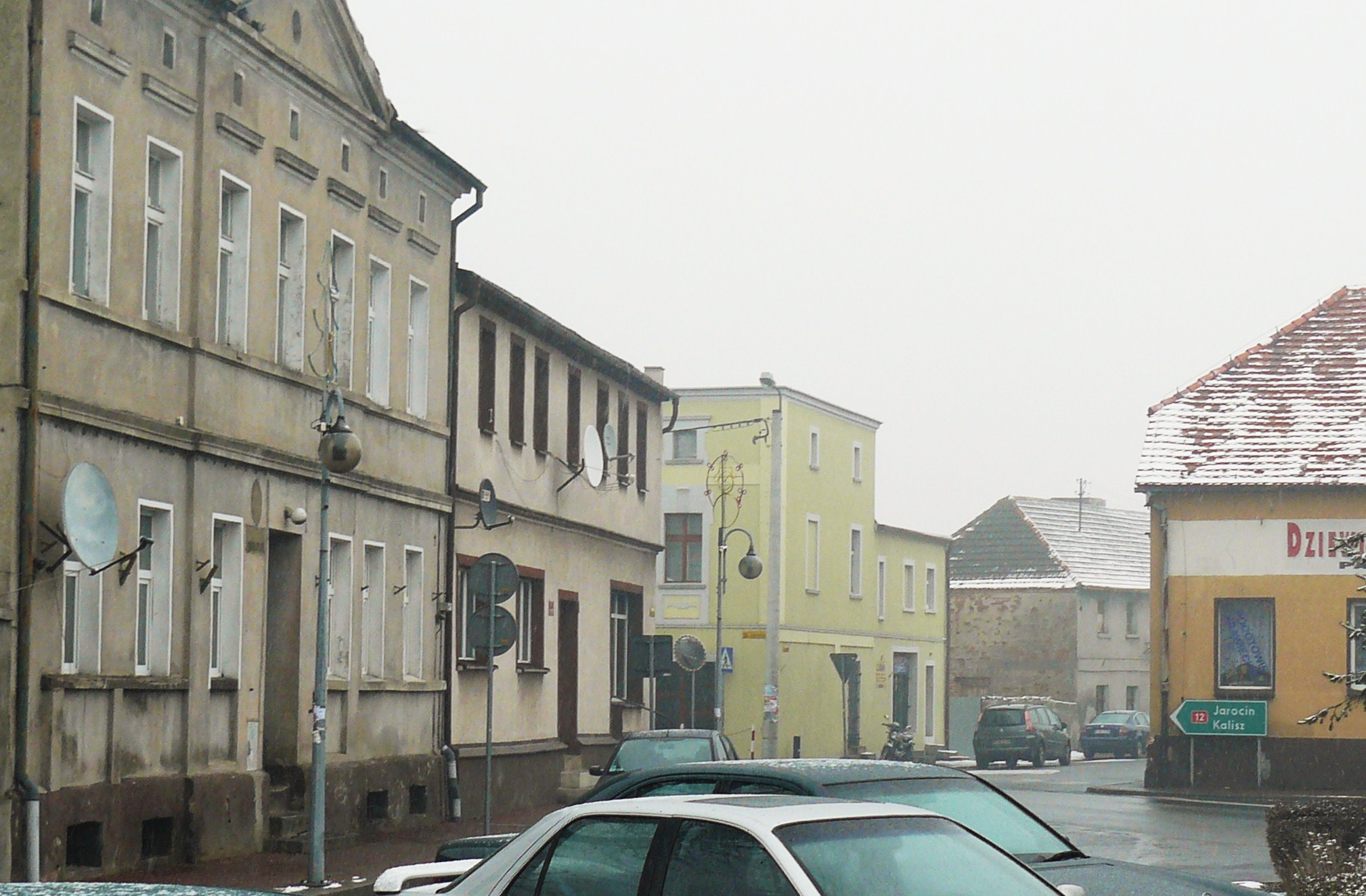
Centro de Jaraczewo